# Sphodroschema
Sphodroschema is een geslacht van kevers uit de familie van de loopkevers (Carabidae). De wetenschappelijke naam van het geslacht is voor het eerst geldig gepubliceerd in 1930 door Alluaud.

## Soorten
Het geslacht Sphodroschema omvat de volgende soorten:
- Sphodroschema bayoni Alluaud, 1930
- Sphodroschema crampeli Alluaud, 1930